# Здание Лонгуорта
Здание Лонгуорта — одно из трёх офисных зданий, используемых Палатой представителей Соединенных Штатов. Здание расположено к югу от Капитолия, ограничено проспектом Независимости, авеню Нью-Джерси, улицей Си-стрит и Южной Кэпитол-стрит, на юго-востоке Вашингтона. Оно занимает площадь 599 675 квадратных футов (55 711,6 м2)  имеет в общей сложности 251 кабинет и апартаменты Конгресса, пять больших комнат для комитетов, семь маленьких комнат для комитетов и большой зал для собраний, который сейчас используется Комитетом по методам и средствам. 
Здание было названо в 1962 году в честь бывшего спикера Палаты представителей Николаса Лонгуорта из Огайо. Он был спикером с 1925 года до тех пор, пока республиканцы не потеряли большинство в 1931 году, и в том же году он умер и было разрешено строительство.

## История

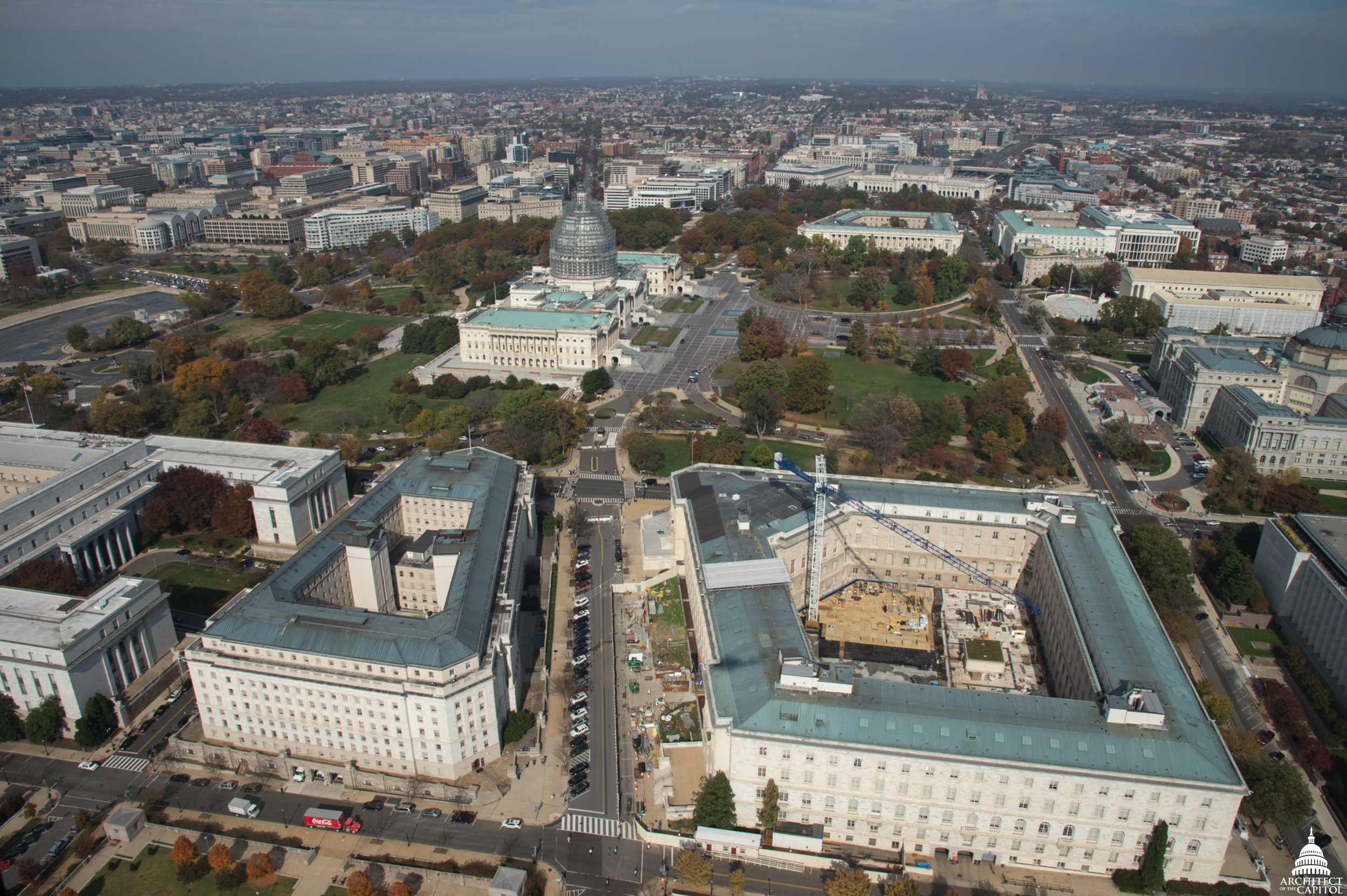
Здание Лонгуорта (в центре) между зданием Рейберна (слева, видно частично) и зданием Кэннона (справа)

Планы по обеспечению Палаты представителей вторым офисным зданием появились в 1925 году. Из-за сильной переполненности здания Кэннона (завершенного в 1908 году) было решено реконструировать его и построить здание Лонгуорта Это самое маленькое офисное здание комплекса с площадью чуть менее 600 000 квадратных футов (55 741,82400000000 м2). Под руководством архитектора Капитолия Дэвида Линна предварительные проекты здания были подготовлены местной фирмой, известной как The Allied Architects of Washington Inc. Основными архитекторами были Франк Апман, Жильбер Лакост Родье, Натан К. Уайет и Луи Джустементе. Они разработали «две схемы простого, достойного здания, гармонирующего с остальной частью Капитолийского комплекса. В январе 1929 года Конгресс выделил 8,4 миллиона долларов на приобретение и расчистку территории, а также на строительство нового здания. Фундамент был завершен в декабре 1930 года, а здание было принято в эксплуатацию в апреле 1933 года».  
Большой зал для собраний в здании Лонгуорта, вмещающий 450 человек, использовался Палатой представителей в качестве основного зала для собраний в 1949 и 1950 годах, в то время как его зал в Капитолии Соединенных Штатов перестраивался. В настоящее время это зал заседаний Комитета по методам и средствам. В 1960-х годах салон красоты House Beauty Shop, обслуживающий конгрессменов, их супругов и сотрудников, был перемещен в офисное здание Кэннона из меньшего офисного здания Longworth House под эгидой Комитета по салонам красоты.
"Из-за того, что здание Лонгуорта находится на склоне, его высота варьируется от двух до четырех этажей. Над гранитным основанием расположены три основных этажа, облицованных белым мрамором. Ионические колонны, поддерживающие пропорциональный антаблемент, использованы в пяти портиках здания, главный из которых увенчан фронтоном. Два дополнительных этажа частично скрыты мраморной балюстрадой. Оно имеет несколько более сдержанный вид, чем соседнее здание Кэннона, оформленное в более театральном стиле бозар. Здание Лонгуорта занимает свое место вместе с Национальной галереей искусств (1941 г.) и Мемориалом Джефферсона (1943 г.) как один из лучших образцов неоклассического стиля в Вашингтоне» . 